# Chakwal
Chakwal là một thành phố thuộc Punjab, Pakistan. Thành phố có dân số ước tính năm 2010 là người. Đây là thành phố lớn thứ quốc gia này, lớn thứ tỉnh.